# Radium Apollinaris
Radium Apollinaris var ett danskt, radioaktivt mineralvatten från den numera torra källan Radiumkilden på Bornholm. I vattnet från källan återfanns salter av det radioaktiva ämnet radium som ansågs vara hälsosamt. Mineralvattenfabriken Bornholm i Sandvig började sälja vattnet år 1925 med en daglig produktionen av cirka 1000 flaskor fram tills fabriken stängde år 1932. Både fabrikens apollinaris- och citronvatten försågs med etiketter på vilka man kunde läsa om radiumets "hälsogivande" strålar. 